# Silver
| Оценки критиков | Оценки критиков |
| Источник        | Оценка          |
| --------------- | --------------- |
| Imperiumi.net   | [ 1 ]           |

Silver — первый мини-альбом финской готик-метал группы Entwine, выпущенный 10 августа 2005 года на звукозаписывающем лейбле Spinefarm Records.

## Список композиций
| №  | Название           | Длительность |
| -- | ------------------ | ------------ |
| 1. | «Break Me»         | 4:08         |
| 2. | «Carry on Dancing» | 3:34         |
| 3. | «Still Waiting»    | 3:54         |
| 4. | «Still Remains»    | 3:22         |
| 5. | «The Pit»          | 3:54         |

## Позиции в чартах
| Чарт (2005)                         | Наивысшая позиция |
| ----------------------------------- | ----------------- |
| Финляндия (Suomen virallinen lista) | 11                |